# Janina Nowak
Janina Nowak (Błędów, 9 d'agost de 1917 – ??) va ser una dona polonesa nascuda el 1917 a Będów, prop de Łódź, coneguda per haver estat la primera dona presonera que va escapar del camp de concentració d'Auschwitz.
Janina va ser deportada al camp de concentracio nazi d’Auschwitz el 12 de juny de 1942 i va rebre el número de presoner 7615 durant el registre. El 24 de juny de 1942 Janina va escapar d'un grup de treball, conegut com a Kommando, format per unes 200 dones poloneses que treballaven a prop del riu Soła, assecant fenc. Després de la seva desaparició, els soldats de les SS nazis van intentar sense èxit perseguir-la. Exasperats per la pèrdua de la seva presonera, les SS van interrogar la resta de presoneres del Kommando per a obtenir detalls de la seva fugida. Les dones, per la seva banda, no van proporcionar respostes als segrestadors. Com que els oficials del camp no van poder castigar Nowak per haver escapat, les dones es van veure obligades a tallar-se els cabells al zero (tractament aplicat només a les presoneres jueves fins aleshores) i enviades al subcamp Budy d’Auschwitz, situat a uns 6 km del camp principal.
Després d’escapar d’Auschwitz, Janina Nowak va aconseguir arribar a Łódz. Va evadir les autoritats fins al març de 1943, quan va ser arrestada. El 8 de maig de 1943, Nowak va ser portada de nou a Auschwitz, on va rebre un nou número de presoner: 31529. El 1943 va ser traslladada al KL Ravensbrück, d'on va ser alliberada a finals d'abril de 1945.
El destí subsegüent de Janina Nowak no s'ha pogut establir.
El 2021 es va publicar la novel·la de debut de Marta Byczkowska-Nowak, inspirada en la figura de Janinaː Quin camí cap a la llibertat? La història de la primera dona que va escapar d'Auschwitz.